# Vair (rivière)
Pour les articles homonymes, voir Vair.
Le Vair est une rivière française de la région Grand Est qui coule entièrement dans le département des Vosges. C'est un affluent droit, important de la haute Meuse

## Géographie

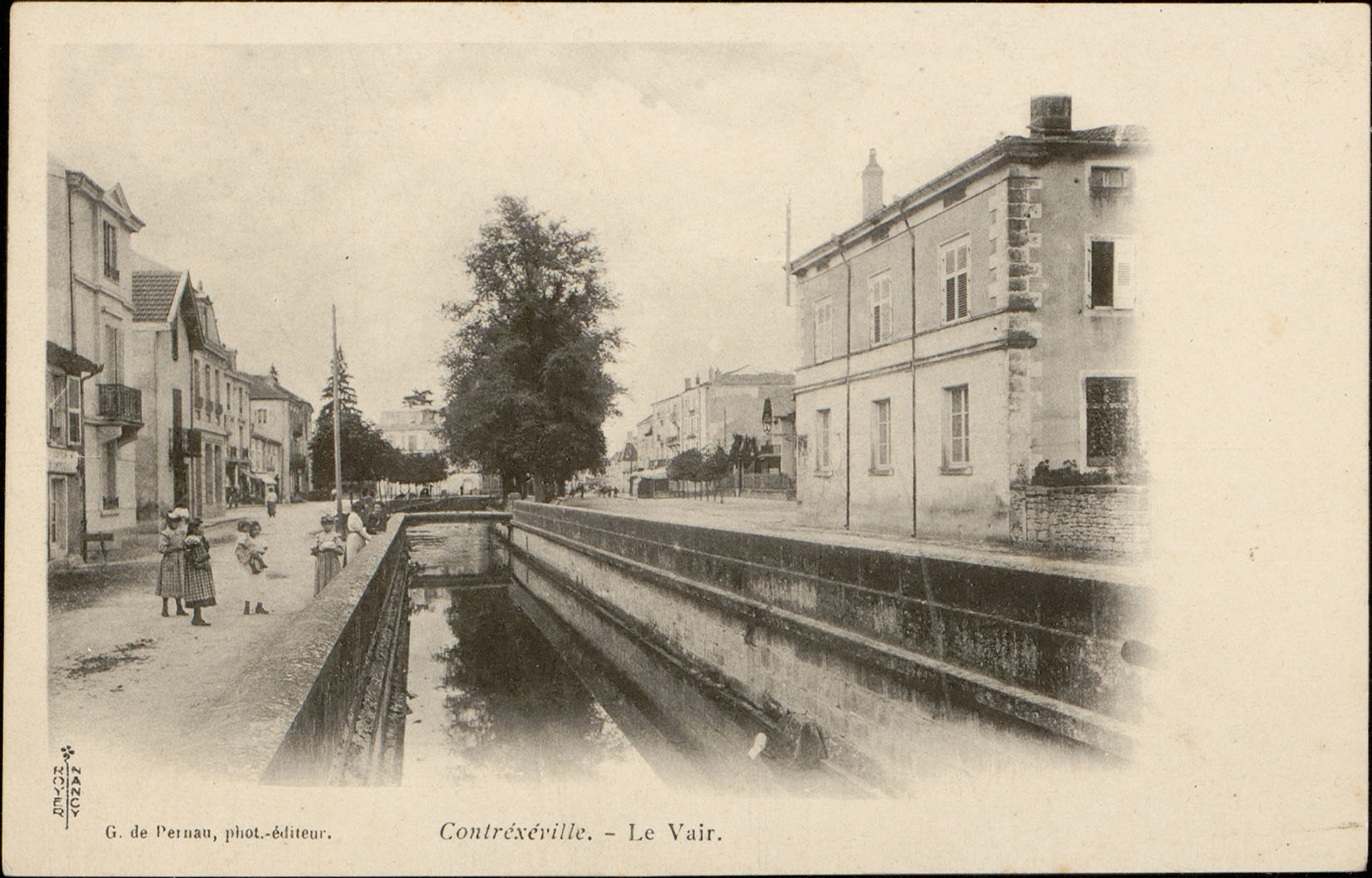
Le Vair à Contrexéville.

Le Vair prend sa source à Dombrot-le-Sec à peu de distance du col du Haut-de-Salin, près de Contrexéville qu'il traverse, puis reçoit le Petit Vair en provenance de Vittel. Après un parcours de 65,3 kilomètres, il se jette dans la Meuse dans une commune au nord de Neufchâteau, au nord-ouest de Maxey-sur-Meuse près de Domrémy-la-Pucelle.
Issu du seuil de Lorraine régulièrement enneigé, le Vair contribue fortement, certaines années, aux crues de la Meuse.

### Communes traversées
Le Vair traverse ou longe d'amont en aval les vingt-trois communes vosgiennes suivantes, de Dombrot-le-Sec, Contrexéville, Norroy, Mandres-sur-Vair, Saint-Remimont, Belmont-sur-Vair, Dombrot-sur-Vair, La Neuveville-sous-Châtenois, Houécourt, Châtenois, Viocourt, Balléville, Vouxey, Removille, Houéville, Attignéville, Barville, Harchéchamp, Autigny-la-Tour, Soulosse-sous-Saint-Élophe, Moncel-sur-Vair et Maxey-sur-Meuse.
À Dombrot-le-Sec, il traverse le parc du château de Dombrot.

### Bassin versant
Le Vair traverse sept zones hydrographiques : B120, B121, B122, B123, B125, B126 B128. Ce bassin versant est constitué à 65,54 % de « territoires agricoles », à 29,60 % de « forêts et milieux semi-naturels », à 4,84 % de « territoires artificialisés ».

## Affluents
Le Vair a dix-sept affluents référencés.
Ses affluents notables sont :
- le Petit Vair qui baigne Vittel.
- la Vraine, qui arrose notamment Domjulien et Gironcourt.
- la Sermone, qui conflue à Vouxey.
- et le Frezelle, venant de Rouvres-la-Chétive et dont le confluent se trouve à Soulosse-sous-Saint-Élophe.

## Hydrologie

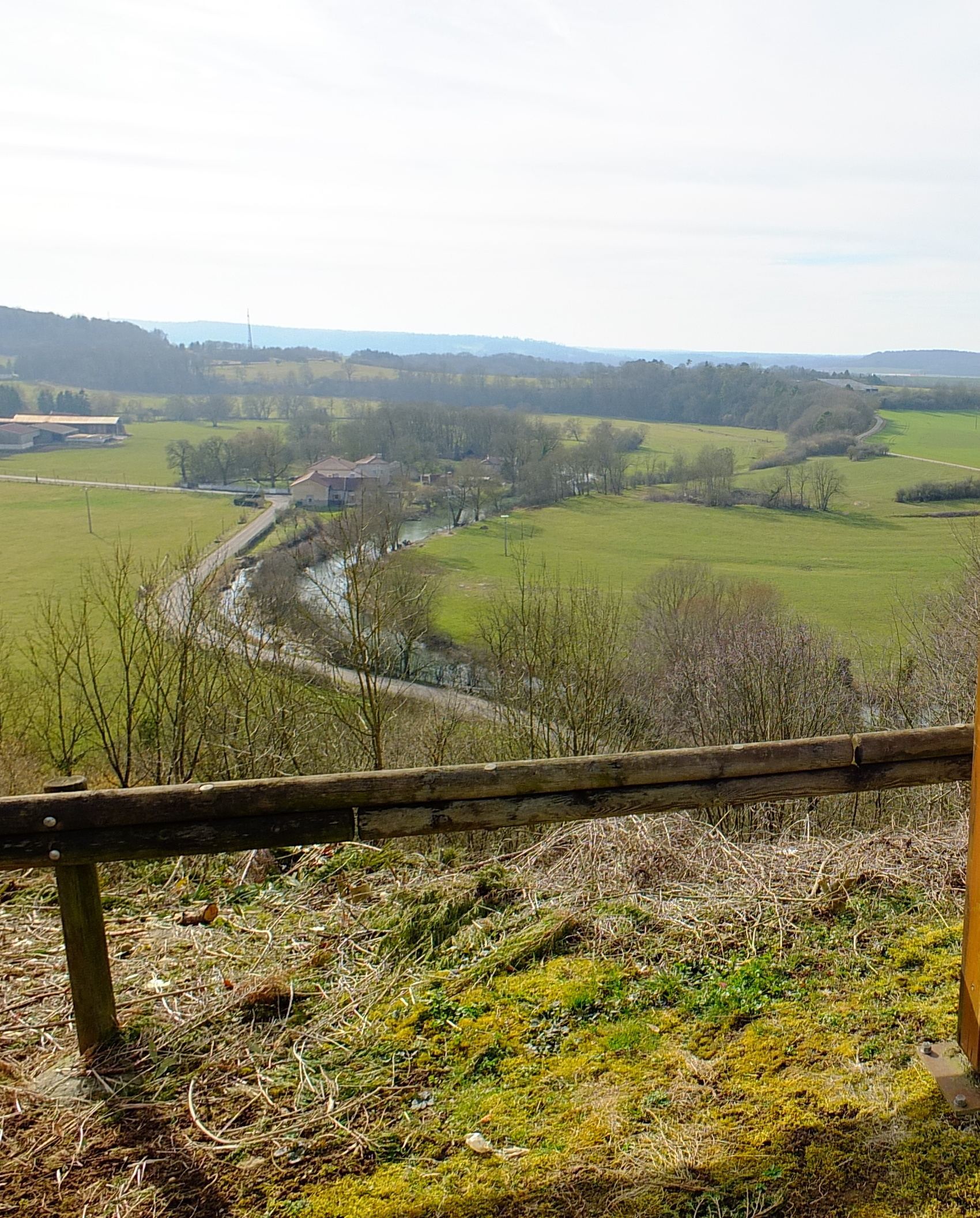
Vue du Vair depuis l'église de Soulosse-sous-Saint-Élophe.

### Le Vair à Soulosse-sous-Saint-Élophe
Le débit du Vair a été observé sur une période de 39 ans (1969-2007), à Soulosse-sous-Saint-Élophe, localité du département des Vosges, située à peu de distance de son confluent avec la Meuse. À cet endroit le bassin versant de la rivière est de 443 km2 sur un total de 461 km2, soit 97 % de la totalité.
Le module de la rivière à Soulosse-sous-Saint-Élophe est de 4,97 m3/s.
Le Vair présente les fluctuations saisonnières de débit assez importantes et typiques de l'est de la France, avec des crues d'hiver et de début de printemps portant le débit mensuel moyen entre 8,08 et 10,9 m3/s, de décembre à mars inclus (maximum en février), et des basses eaux d'été de juillet à septembre, avec une baisse du débit moyen mensuel jusqu'au niveau de 0,908 m3/s au mois de septembre.

### Étiage ou basses eaux
Le VCN3 peut chuter jusque 0,24 m3/s, en cas de période quinquennale sèche ce qui est très bas.

### Crues
D'autre part les crues sont souvent fort importantes. Ainsi le débit instantané maximal enregistré a été de 226 m3/s le 30 décembre 2001, tandis que la valeur journalière maximale était de 184 m3/s le même jour, chiffres dépassant toutes les prévisions. Le QIX 10 est de 130 m3/s, et le QIX 20 vaut 150 m3/s. Quant au QIX 50, il est de 180 m3/s.

### Lame d'eau et débit spécifique
La lame d'eau écoulée dans le bassin du Vair est de 355 millimètres annuellement  ce qui est assez élevé, supérieur à la moyenne de l'ensemble de la France (320 mm/an), mais normal pour les affluents lorrains de la Meuse. Le débit spécifique (ou Qsp) se monte à 11,2 litres par seconde et par kilomètre carré de bassin.

## La Meuse en aval du Vair
Quoique peu connue, cette rivière contribue assez bien à la lente montée en puissance de la Meuse. À Domrémy-la-Pucelle, avant la confluence avec le Vair, le débit de la Meuse était 13,3 m3/s. L'apport des 5 m3/s du Vair fait passer ce débit à 18,5 m3/s, et la Meuse peut dès lors se définir comme cours d'eau d'importance moyenne. Mais il lui faudra encore un long parcours avant qu'elle ne devienne un fleuve respectable. Son débit passera à 21,2 à Vaucouleurs, 24,2 m3/s à Commercy, 30,5 à Saint-Mihiel, 40,1 à Verdun, 47,3 à Stenay, plus de 80 à Sedan et 107 à la sortie de Charleville-Mézières.

## Curiosités - Tourisme

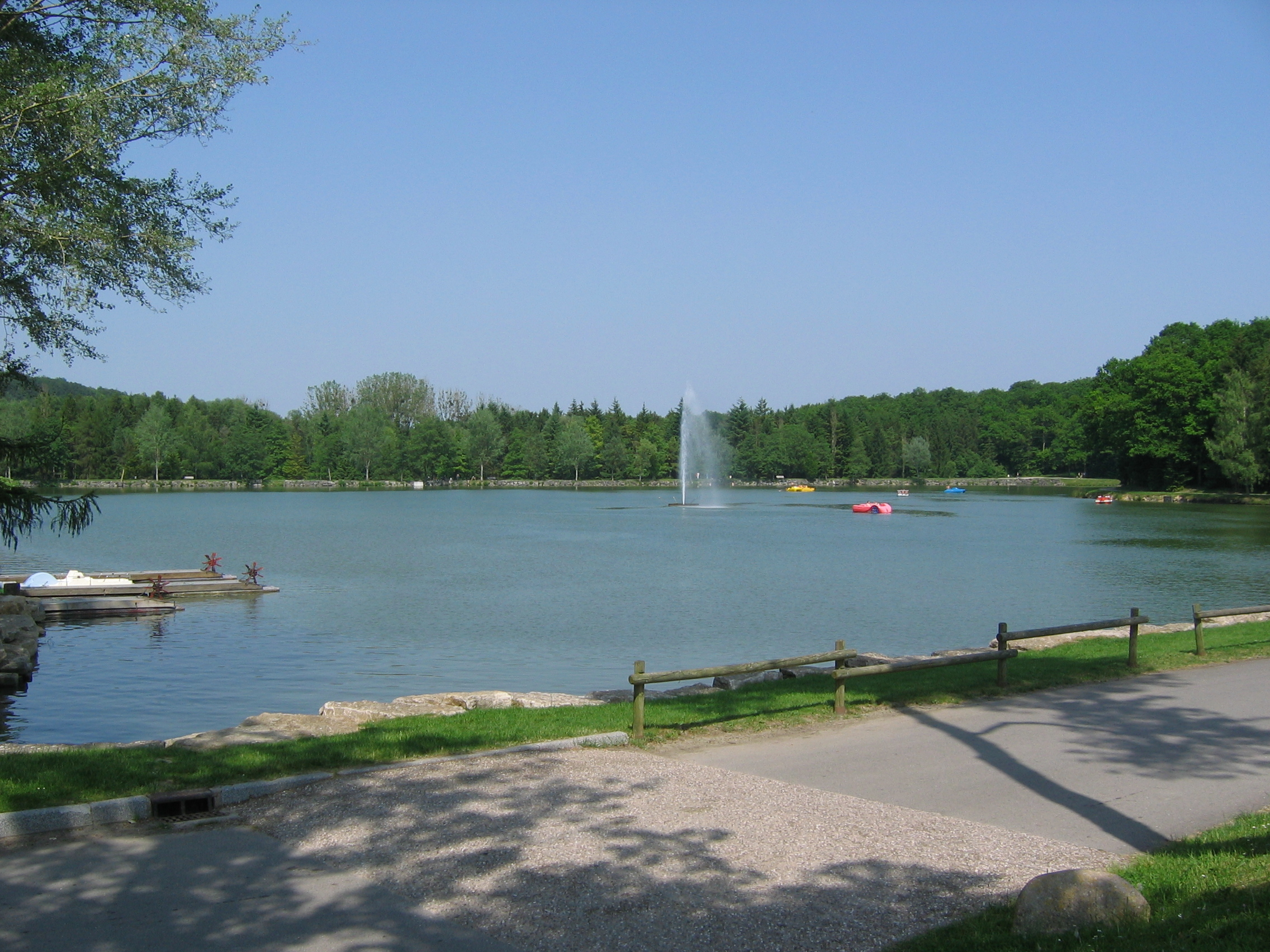
Contrexéville : lacs de la Folie.

La vallée du Vair et les localités qu'elle héberge, ainsi que ses environs immédiats, possèdent un nombre important d'attractions variées, tant architecturales que naturelles et touristiques, et susceptibles d'intéresser à peu près tous les publics.
- Dombrot-le-Sec : vestiges de l'ancienne chaussée romaine. Église fortifiée Saint-Brice des XIIIe, XVIe et XVIIIe siècles, avec fort belles statues anciennes. Arc de gloire en fer forgé du XVIIIe. Chapiteaux du XIIIe siècle. Le col du Haut-de-Salin (403 m) correspond à la ligne de partage des eaux entre la Méditerranée et la mer du Nord. Panorama de Hautmont.
- Contrexéville est, comme sa voisine Vittel, une importante station hydrothermale renommée. Église Saint-Epvre du XIIe (tour inscrite Monument Historique), refaite au XVIIIe et possédant une série de fort belles statues des XVe, XVIe et XVIIe siècles. L'établissement thermal est de style Belle-Époque. Galerie des sources. Fontaines de mosaïque et de marbre de design futuriste. Lacs de la Folie. Pêche, sports nautique, équitation, salle omnisports, camping etc.
- Norroy : Église d'origine romane reconstruite au XIXe siècle avec belles statues des XVIe et XVIIe siècles. Le site du village est très pittoresque. Rives du Vair et du Petit Vair. Sources minérales. Bois de Châtillon.
- Saint-Remimont.
- Dombrot-sur-Vair : vestiges du château médiéval de Bouzey (XIIIe). Manoir du XVIe siècle. Promenades, pêche.
- Châtenois fut la première capitale de la Lorraine (1048). Ancienne place forte, il subsiste des fragments de ses remparts. De l'ancien prieuré qui fut fondé en 1069, il reste le cloître et des bâtiments reconstruits au XVIIIe siècle. La ville possède trois croix de pierre classées Monument Historique : la première est une croix du XVe dans le cimetière, la seconde une croix de chemin du XVIe, et la dernière date du XVIIIe siècle et se trouve au centre de la localité.
- Vouxey : La petite localité de 160 habitants possède un riche patrimoine architectural et naturel. Moulins à eau, fontaines-lavoirs, maisons anciennes et un superbe hôtel Renaissance (ancien presbytère). Fort belle église Saint-Martin des XIVe et XVe siècles (Monument Historique) avec tour du XIIe, ensemble de statues de pierre, stalles, riche mobilier, chaire et grille en fer forgé du XVIIIe siècle. Croix du cimetière datant du XVIe (Monument historique). Croix d'Imbrécourt (également Mon. Hist.). Source sulfureuse. Forêt de feuillus. Plateau de Beauregard avec vue sur la vallée du Vair. Confluent de la Sermone. Pêche, chasse, promenades etc.
- Autigny-la-Tour : château du XVIe siècle reconstruit au XVIIIe siècle avec jardins, pièces d'eau, dépendances (Monument Historique). Croix dite « croix Vernaie » et croix de carrefour du XVIe siècle, toutes deux Monuments Historiques.

- Soulosse-sous-Saint-Élophe, correspond à l'une des quatre grandes cités de la tribu gauloise des Leuques. Sous les Romains, l'ancienne Solimariaca devenue bientôt Solicia, était un important établissement gallo-romain situé à la jonction de la voie romaine allant de Lyon à Trèves par Langres et Toul, et d'une autre chaussée allant à Grand. La localité située à huit kilomètres de Neufchâteau est de ce fait un site archéologique important : villas, objets usuels, bijoux, vases, stèles, monnaies, sépultures. Musée archéologique gallo-romain. Église Saint-Élophe du XVe siècle (inscrite Monument Historique), avec tour-beffroi du XIIIe siècle. Gisant de saint Élophe, fort belles statues des XIVe et XVe siècles. Au cimetière, chapelle avec le siège de Saint Élophe (inscrite Monument Historique). Chapelle Saint-Épéotte. Vallée du Vair (Site Inscrit). Pêche et promenades.

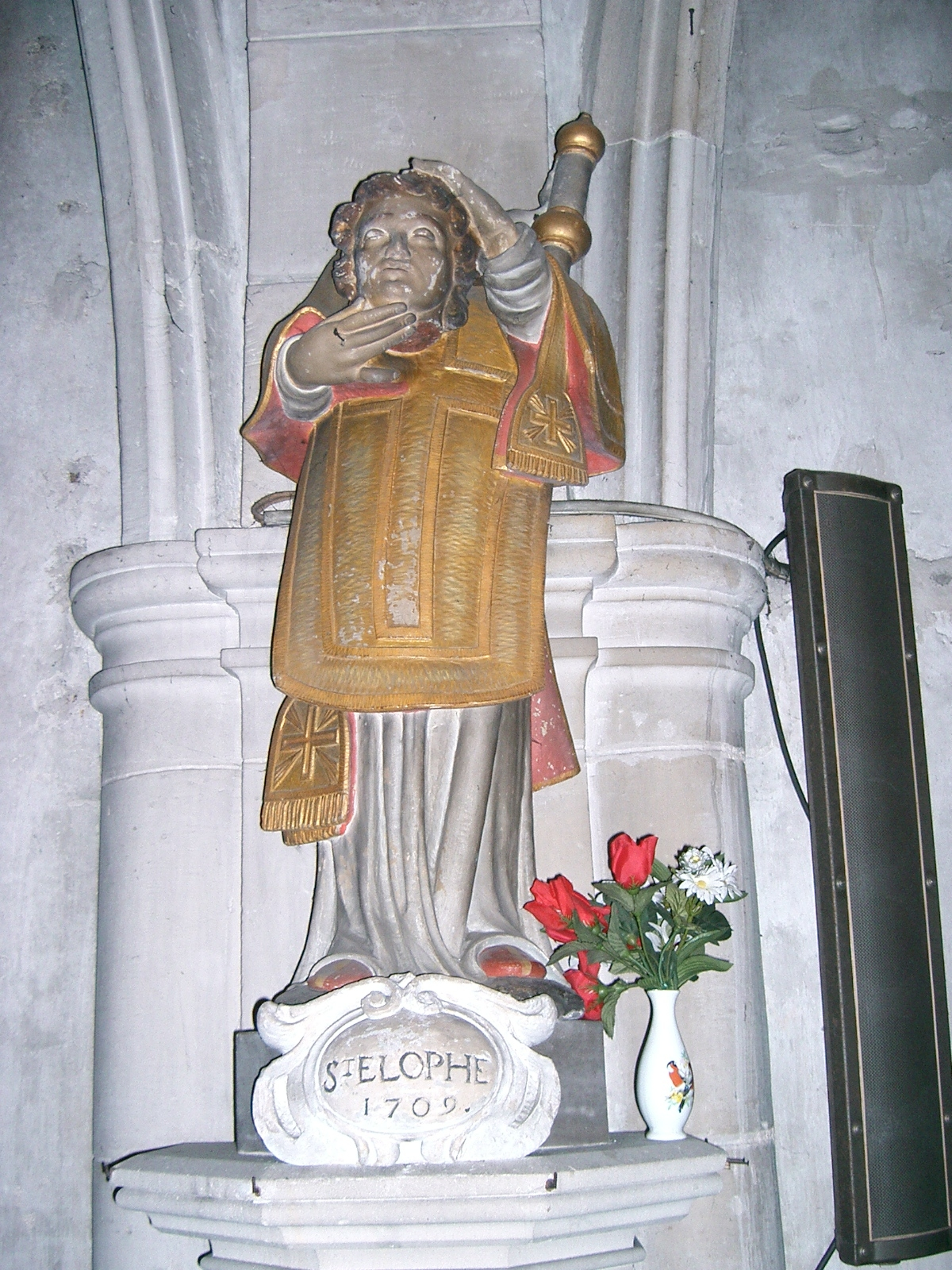
Saint Élophe portant sa tête coupée - statue se trouvant dans l'église de Domrémy-la-Pucelle.

- Maxey-sur-Meuse : Outre la Meuse, la petite localité est baignée par le Vair et plusieurs ruisseaux (ruisseau des Roises, ruisseau du Vau et ruisseau de Blanchonrupt). L'église de l'Assomption de Notre-Dame héberge une statue de Saint-Jean-Baptiste de 1570. Le site du village entouré de collines boisées est très agréable. Les nombreux cours d'eau y favorisent la pêche.

Dans les environs immédiats de la vallée du Vair se trouvent en outre plusieurs foyers touristiques, certains parmi les plus importants de Lorraine :
- Vittel est une station hydrothermale des plus élégantes et un grand centre touristique et sportif. La ville possède un patrimoine architectural historique et récent remarquable et offre de nombreuses attractions. Parmi celles-ci, outre son casino et ses riches hôtels des XIXe et XXe siècles, on trouve de fort beaux monuments religieux : Église Saint-Rémy ou du Grand-Ban des XIIe, XVe, XVIe et XIXe siècles (monument historique), église Saint-Privat du Petit-Ban du XVIe (mon. hist.), chapelle Saint-Éloi du XVIe avec statues de pierre du XVIIe, chapelle Saint-Louis de 1913 avec statues des XVIIe et XVIIIe siècles. Il faut citer en outre les grands hôtels et le casino du XIXe avec verrières, le parc thermal de 23 hectares, ainsi que les Jardins de la Ville inaugurés en 2003 et hébergeant des végétaux de toutes sortes et des ruches d'abeilles. La ville possède une station d'entraînement préolympique, un aéroclub, un hippodrome où se déroulent des concours hippiques. On peut pratiquer le golf, le canoë et la pêche. Le Petit Vair qui baigne la ville est classé cours d'eau de première catégorie sur tout son parcours, de même que le cours du Vair en amont du confluent avec le Petit Vair.
- Domrémy-la-Pucelle, lieu de pèlerinage à sainte Jeanne d'Arc. C'est dans l'église Saint-Rémy, gothique du XVe siècle, que Jeanne d'Arc fut baptisée. La basilique du Bois-Chenu ou basilique Sainte-Jeanne-d'Arc a été édifiée en son honneur, de 1881 à 1926.
- Neufchâteau : construite sur l'ancienne voie romaine dite "prétorienne" Lyon-Trèves, au confluent de la Meuse et du Mouzon. Le centre-ville a récemment été classé "secteur sauvegardé". Site urbain inscrit. Hôtel de ville de la fin du XVIe siècle. Maisons et hôtels des XVIIe et XVIIIe siècles (Place Jeanne-d'Arc) classés ou inscrits Monument Historique. Église Saint-Christophe du XIIIe, Église Saint-Nicolas des XIIe et XIIIe siècles. Pêche, équipements sportifs et bien d'autres choses encore.

## Pêche - Ichtyofaune présente
Le Vair est classé cours d'eau de première catégorie en amont de Saint-Remimont où se situe le confluent du Petit Vair. On trouve dans la rivière des brochets, des perches et des cyprinidés (carpes, brèmes). C'est aussi le cas dans le Petit Vair et la Vraine. La truite fario se retrouve dans le Vair et le Petit Vair en amont de leur confluent.
Un bémol cependant : d'après le Conseil supérieur de la Pêche, la qualité des peuplements piscicoles du Vair, observée en 1999, est qualifié de médiocre, peu avant son confluent avec la Meuse, à l'inverse de cette dernière, dont la qualité piscicole est qualifiée d'excellente au niveau de ce confluent.